# Martha Medeiros
Martha Medeiros (Porto Alegre, 20 agosto 1961) è una giornalista e scrittrice brasiliana.

## Biografia
Figlia di José Bernardo Barreto de Medeiros e Isabella Matos de Medeiros, si è laureata nel 1982 presso la Pontifícia Universidade Católica do Rio Grande do Sul (PUCRS) a Porto Alegre.
Dopo aver lavorato in campo pubblicitario, si è trasferita per nove mesi in Cile e lì ha cominciato a scrivere poesie. Tornata a Porto Alegre, ha iniziato l'attività di giornalista proseguendo anche la sua carriera letteraria. Attualmente è giornalista per i giornali Zero Hora di Porto Alegre e per O Globo di Rio de Janeiro.

## Opere principali
- Strip-Tease (1985)
- Meia noite e um quarto (1987)
- Persona non grata (1991)
- Con Cara Lavada (1995)
- Poesia Reunida ' (1998)
- Geração Bivolt (1995)
- Topless (1997)
- Santiago do Cile (1996)
- Trem-Bala (1999)
- Non Stop (2000)
- Cartas Extraviadas e Outros Poemas (2000)
- A Morte Devagar (2000)
- Couch (2002); Lettino, Roma, Cavallo di Ferro, 2007 (traduzione di Cinzia Buffa)
- Divã (2002)
- Montanha-Russa (2003)
- Rollercoaster (2003)
- Esquisita como Eu (2004)
- Selma e Sinatra (2005)
- Tudo que Eu Queria te Dizer (2007); Tutto quello che volevo dirti, Roma, Cavallo di Ferro, 2008 (traduzione di Cinzia Buffa)
- Doidas e Santas (2008)
- Fora de Mim (2010)
- Feliz por Nada (2011)